# Jesuitenkolleg Wien

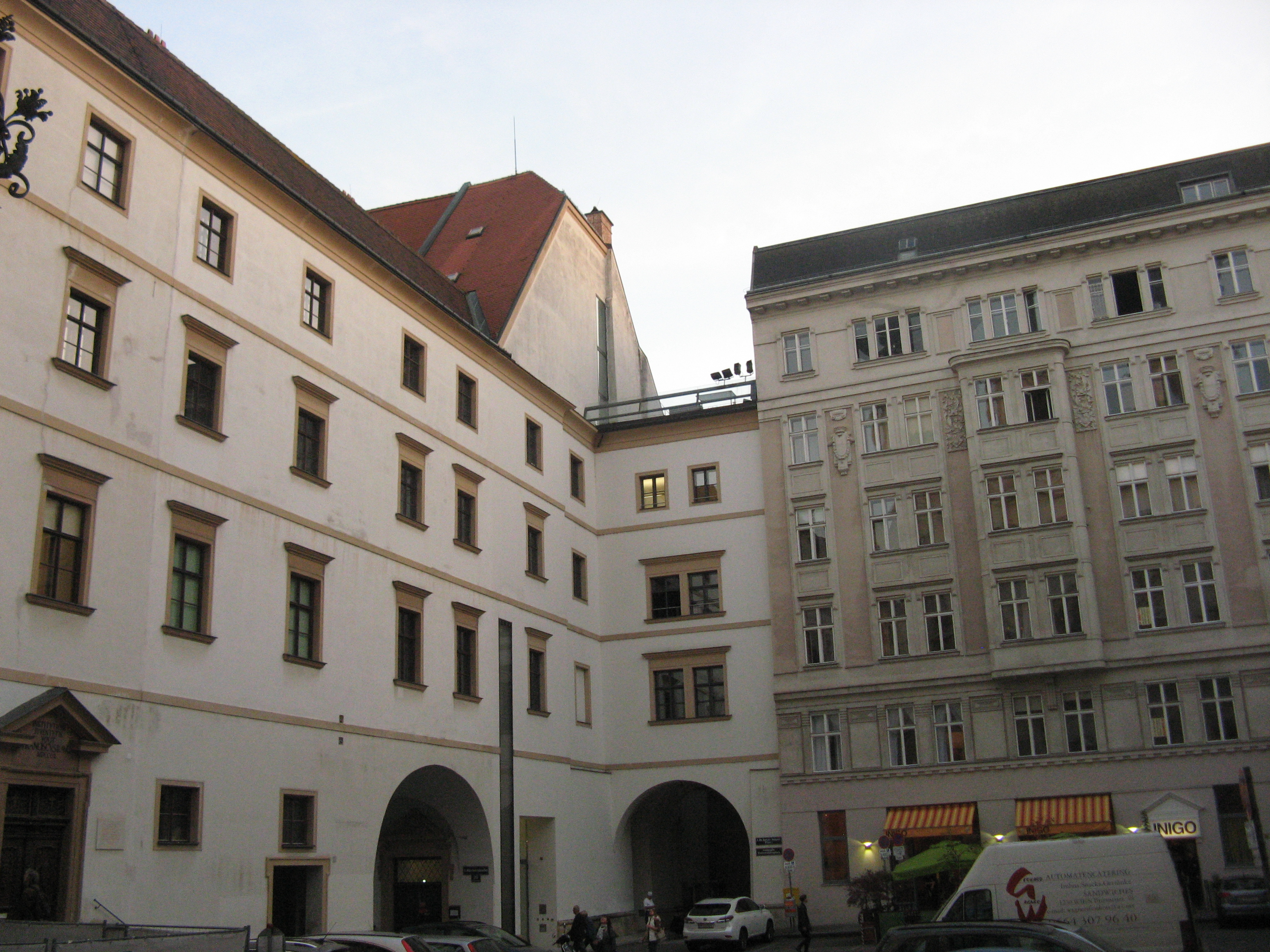
Südecke des Dr.-Ignaz-Seipel-Platzes mit dem Gebäude des ehemaligen Jesuitenkollegs

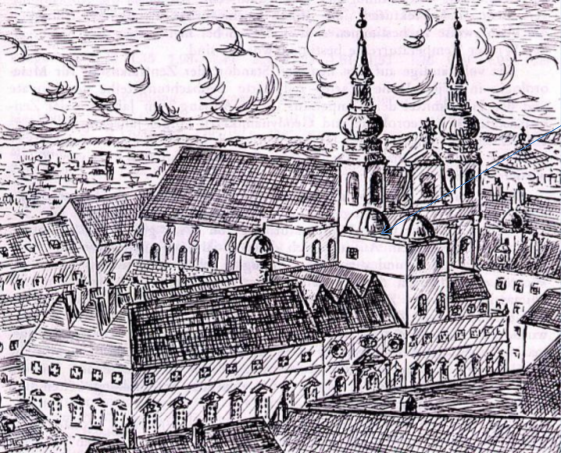
Alte Universität und Jesuitenkirche nach 1830

Das Jesuitenkolleg Wien, das erste Jesuitenkolleg im deutschen Sprachraum, bestand in Wien seit der Gründung durch Kaiser Ferdinand I. 1552. Die Universität Wien wurde 1623 durch die Pragmatische Sanktion mit dem Jesuitenkolleg vereinigt. Die Aufhebung des Jesuitenordens erfolgte 1773.

## Geschichte

### Gründung des Jesuitenkollegs
Für eine Kolleggründung in Wien erbat Kaiser Ferdinand I. von Ignatius von Loyola die Entsendung von zwei Ordensmitgliedern, die auch an der Theologischen Fakultät lesen sollten. Claudius Le Jay kam als erster am 25. April 1551 von der Universität Ingolstadt nach Wien, bald danach traf eine weitere Gruppe von 11 Jesuiten aus Rom ein. Sie begannen sofort ihre Vorlesungen an der Theologischen Fakultät der Universität Wien. Le Jay starb aber bereits am 6. August 1552 in Wien. Ihm folgte Petrus Canisius, der die Gründung des ersten Jesuitenkollegs im deutschen Sprachraum vollendete. Das Bischofsamt in Wien lehnte Canisius ab, die Ernennung zum Administrator der Diözese Wien für die Jahre 1554 bis 1555 akzeptierte er und war auch als Domprediger tätig.
Das Kolleg wurde in der Folge eines der wichtigsten Instrumente der Gegenreformation in den habsburgischen Landen.

### Vereinigung mit der Universität Wien
Am 13. Oktober 1623 beauftragte Kaiser Ferdinand II. die Jesuiten mit der Neuorganisation der Universität. Sie wurde durch die Pragmatische Sanktion mit dem 1551 gegründeten Jesuitenkolleg vereinigt, die Jesuiten übernahmen die Lehrstühle der humanistischen, philosophischen und theologischen Disziplinen. Nach dieser Reform nahm die Universität wieder einen gewissen Aufschwung.
1624 erfolgte die Grundsteinlegung für die neuen Universitätsgebäude, die im alten Universitätsviertel errichtet wurden. Neben neuen universitären Gebäuden wurde auch die Jesuitenkirche errichtet und im Mai 1631 von Kardinal Dietrichstein eingeweiht.
Die Jesuiten des Wiener Kollegs traten nicht nur als Theologen, sondern auch als Forscher hervor. Zu erwähnen sind z. B. im Bereich der Mathematik Paul Guldin (1577–1643), der mit Johannes Kepler in Kontakt stand oder auch Gabriel Frölich (1657–1725) und Franz Rescalli (1651–1713). Im Bereich der Geschichtswissenschaften zu nennen sind der Verfasser der „Annales Austriae“ und der „Annales ecclesiastici Germaniae“, Sigismund Calles (1695–1761) oder Franz Molindes (1678–1768), der eine „Synopsis historiae universalis“ verfasste.
Der Pater Joseph Franz (1704–1776) erbaute 1733 auf dem Dach des Kollegiumsgebäudes eine eigene Sternwarte. Es war das erste ständige Observatorium Wiens. 1734 wurde Franz zum Professor für Mathematik, Experimentalphysik und Astronomie ernannt. Joseph Liesganig (1719–1799) war 1756–1773 sein Nachfolger.

### Zeit der Aufklärung
Tiefgreifende Reformen erfolgten zur Zeit der Aufklärung unter Maria Theresia und Joseph II. ab 1749, mit denen der Einfluss der Jesuiten stark zurückgedrängt wurde. Der Aufhebung des Jesuitenordens 1773 durch Papst Clemens XIV. durch das Breve „Dominus ac Redemptor“ auf Druck der Könige von Frankreich, Spanien und Portugal folgte Kaiser Joseph II. für die Habsburgermonarchie umgehend. Auf die ehemaligen Jesuiten im Lehrkörper der Universität konnte aber nicht verzichtet werden, nur die Jesuiten an der Theologischen Fakultät wurden fast ausnahmslos durch Weltgeistliche ersetzt.

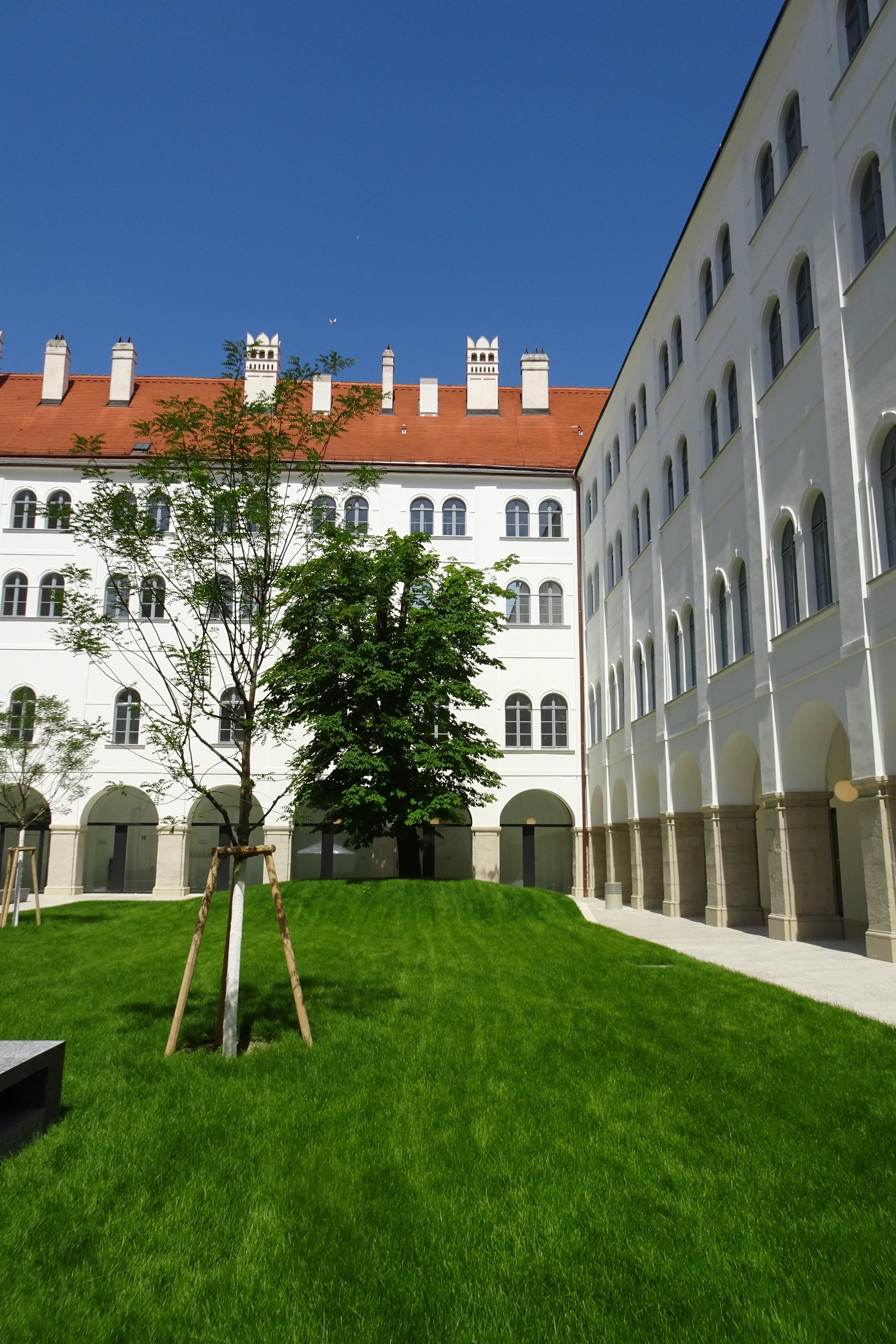
Alte Universität: Arkadenhof

## Bauten
Der Bereich um das frühere Jesuitenkolleg ist heute ein weitläufiger, heterogener Gebäudekomplex in der Inneren Stadt, dem 1. Wiener Gemeindebezirk, der als Alte Universität bezeichnet wird. Heute ist hier unter anderem die Österreichische Akademie der Wissenschaften untergebracht.

### Jesuitenkolleg
Die Jesuiten waren zunächst in einem Teil des Dominikanerklosters untergebracht und eröffneten dort am 4. März 1553 ein Gymnasium. 1554 wurde den Jesuiten von Kaiser Ferdinand I. Klostergebäude mit Kirche des ehemaligen Karmelitenklosters übergeben, zunächst als Kolleg und Schule, ab 1625 als Profeßhaus.
Nach der durch Kaiser Ferdinand II. veranlassten Fusion mit der Universität ließen die Jesuiten das Collegium ducale, die „Nova structura“, die Universitätsbibliothek, die Lammburse, die Bruckburse, die Burse Heidenheim sowie fünf erst 1623 angekaufte Bürgerhäuser abbrechen. Auf dem Areal entstand ein neuer Komplex, der ab 1625 das neue Jesuitenkolleg (Collegium academicum), die Universität und das Jesuiten-Gymnasium beherbergte.
Das ehemalige Jesuitenkolleg ist ein weitläufiger, rechteckiger viergeschoßiger Bau mit großem Innenhof, der östlich an die Jesuitenkirche anschließt. Die schlichte frühbarocke Fassade ist durch steingerahmte Fenster mit steinernen Fensterbänken gegliedert. Der Hof wurde im Frühjahr 2022 renoviert und ist seither öffentlich zugänglich. Im Zuge der Renovierung wurden auch die zwischenzeitlich zugemauerten Arkaden, die den Hof an drei Seiten umgeben, wieder geöffnet.
Der neue Platz, der im alten Universitätsviertel entstand, hieß anfangs Jesuitenplatz, dann Universitätsplatz, seit 1949 ist es der Dr.-Ignaz-Seipel-Platz.

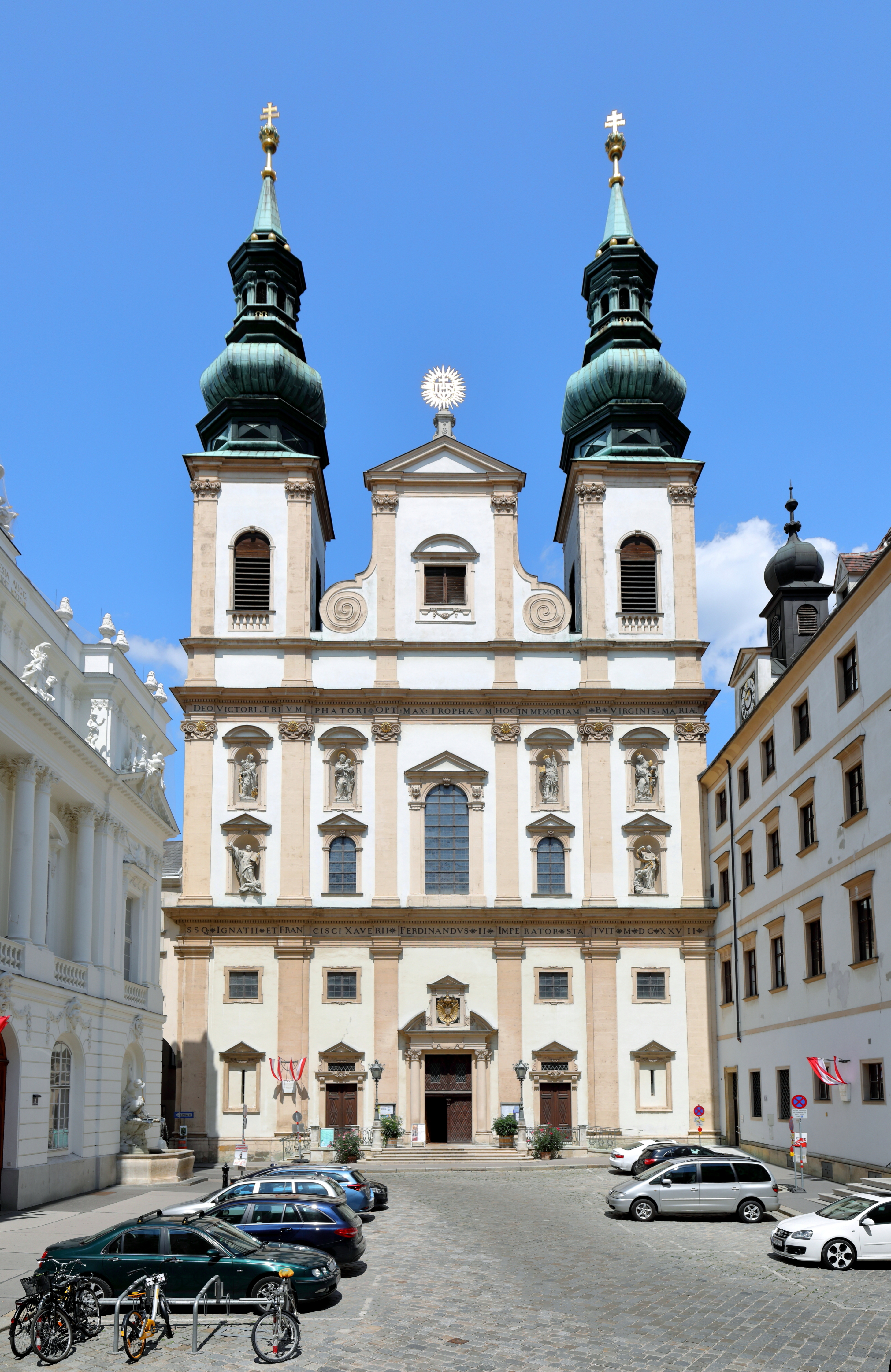
Jesuitenkirche

### Jesuitenkirche (Universitätskirche)
Die Jesuitenkirche, auch Universitätskirche genannt, wurde von einem unbekannten Baumeister, wahrscheinlich Giovanni Battista Carlone, zwischen 1624 und 1631 errichtet. Sie wurde den Jesuitenheiligen Ignatius von Loyola und Franz Xaver geweiht. Die schlichte frühbarocke Kirche wurde 1703 auf Auftrag von Kaiser Leopold I. durch den Maler und Bildhauer Andrea Pozzo wesentlich umgestaltet.
Nach der Aufhebung des Jesuitenordens ging die Kirche in den Besitz des Staates über. Nach der Wiederzulassung sind seit 1856 neuerlich Jesuiten in der Kirche tätig.